# Katedra Najświętszej Maryi Panny od Wcielenia w Santo Domingo

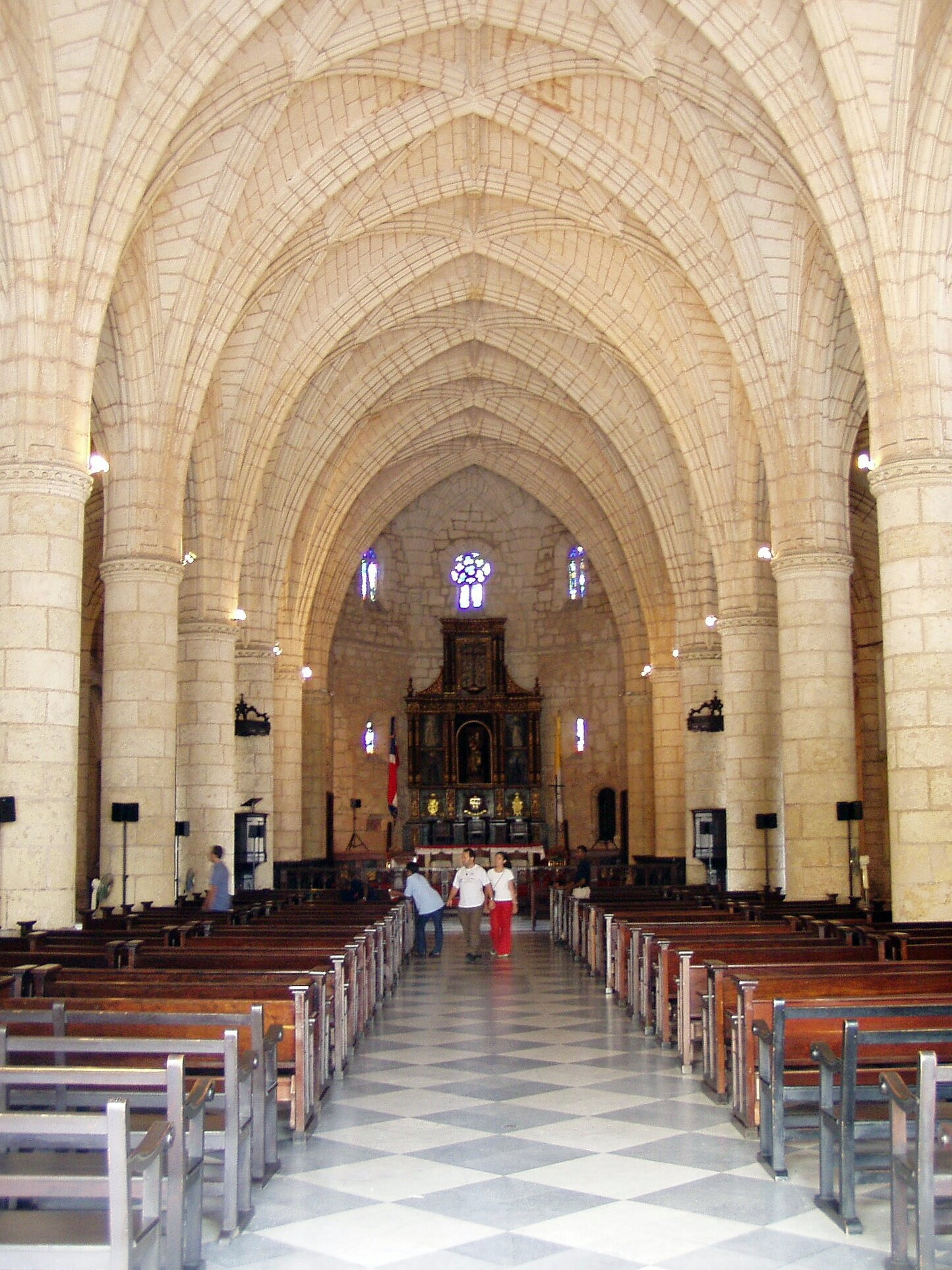
Wnętrze katedry

Katedra Najświętszej Maryi Panny od Wcielenia w Santo Domingo – najstarsza katedra w Amerykach położona w Santo Domingo, Dominikana. Kamień węgielny pod budowę katedry położył syn Krzysztofa Kolumba, Diego Colón.
Podczas budowy katedry zaangażowanych było wielu architektów co widoczne jest w wielu zastosowanych stylach architektonicznych - sklepienie jest w stylu gotyckim, łuki w stylu romańskim a wystrój w stylu barokowym.